# Lys Gauty

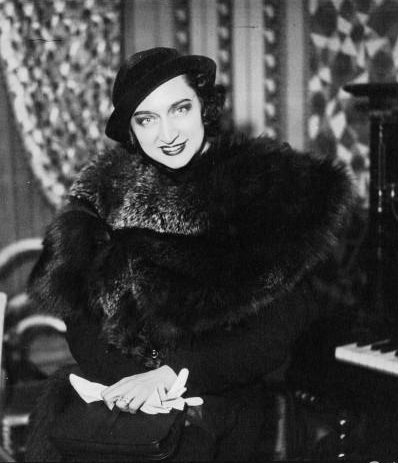
Lys Gauty 1934

Lys Gauty (eigentlich Alice Bonnefoux Gauthier; * 2. Februar 1900 in Levallois-Perret bei Paris; † 2. Januar 1994 in Cap-d’Ail) war eine französische Chanson-Sängerin und Schauspielerin. Ihre große Zeit als Sängerin hatte sie in den 1930er und 1940er Jahren. In den Filmen Jour de noces (1930) und La goualeuse (1938) machte sie auch als Schauspielerin Erfahrungen.

## Leben
Alice Gauthier stammte aus einfachen familiären Verhältnissen. Ihr Vater war Mechaniker, ihre Mutter Näherin. Nach einer Schneiderausbildung und Schreibmaschinenkursen arbeitete sie bereits als junges Mädchen als Verkäuferin in einem Kaufhaus, später auch als Gehilfin eines Hutmachers. Von dem, was ihre Eltern ihr vom übrig gebliebenen Lohn ließen, nahm sie Gesangsunterricht.
Schon zu ihrer Schulzeit war ihre Stimme bemerkenswert. 1922 erhielt sie eine klassische musikalische Ausbildung bei Nelson Fyscher in Paris und begann ihre Karriere als Sängerin in Varietés mit dem Filmkomponisten Georges van Parys, der sie auf dem Klavier begleitete. 1925 sang Lys Gauty in der Pariser Music Hall Olympia. Im selben Jahr heiratete sie den zwölf Jahre älteren Schweizer Komponisten Gaston Groener, dessen Chansons sie erfolgreich im Pariser Théâtre de Dix heures aufführte. Erste Schallplattenaufnahmen entstanden 1928 in Belgien.
1930 hatte Lys Gauty ihr Debüt in dem 34 Minuten langen Tonfilm Jour de noces (dt. Hochzeitstag) von Maurice Gleize. Eine zweite Erfahrung mit dem Film machte sie 1938, als sie die Titelrolle in La goualeuse (dt. Die Spötterin) von Fernand Rivers übernahm.
1934 prangerte sie in ihrem Chanson Israël, va-t-en! (dt. Israel, verschwinde!) den in jener Zeit erstarkenden Antisemitismus an. Doch ihr größter Erfolg war 1933 die französische Version des italienischen Liedes Parlami d’amore Mariu, gesungen von Vittorio De Sica, mit dem Titel Le chaland qui passe (dt. Das Flussschiff zieht vorbei). 1937 parodierte sie sich selbst mit dem humorvollen Lied Le chaland qui reste.
Weitere Stationen ihres Lebens waren 1932/33 ihre Auftritte in den Kabaretts La Boîte à Matelots, La Folie de Lys Gauty, im Bobino, 1934 auf der Musikbühne Alhambra und in anderen Pariser Etablissements. Für ihre Interpretationen des Barabarasongs und des Liedes der Seeräuberjenny aus der Dreigroschenoper erhielt sie 1933 den Schallplattenpreis Grand Prix du Disque. 1934/35 wurde sie zur Königin des Pariser Sechstagerennens im Vélodrome d’Hiver gewählt.
Bekannt war sie auch durch die langen weißen Kleider, die sie in ihren Konzerten trug. Ein weiteres besonderes Merkmal war, dass sie eine der ersten Interpretinnen war, die sowohl literarische Chansons als auch populäre Melodien sangen. Ihre ältere Künstlerkollegin Marie-Louise Damien, bekannt unter dem Künstlernamen Damia, warf Lys Gauty vor, nicht melodramatisch genug zu sein, und bezeichnete sie als „la sous-préfète“ („Unterpräfektin“). Lys Gauty war auch in den Niederlanden und Großbritannien bekannt und wurde geschätzt. 1939 begann sie eine Tournee durch Südamerika.
Nach der Befreiung Frankreichs, 1944, warf man ihr vor, in dem vom Vichy-Regime kontrollierten Rundfunksender Radio Paris gesungen zu haben sowie an einer von der nationalsozialistischen Organisation Kraft durch Freude veranstalteten Tournee mit der Sängerin Marguerite Boulc’h und dem Schauspieler Raymond Souplex in Deutschland teilgenommen zu haben und vor den Arbeitern des Service du travail obligatoire und Gefangenen von Stammlagern aufgetreten zu sein. 1946 kehrte sie mit neuen Programmen an die Pariser Alhambra zurück, aber sie konnte nicht mehr an ihre Erfolge der Vorkriegszeit anknüpfen. 1947 ließ sie sich von ihrem Mann Léo Ferré scheiden, der eine Zeit lang ihr Pianist gewesen war. 1950 spielte und sang sie in der Operette Ma Goualeuse im Casino Montparnasse. Zu dieser Zeit leitete sie auch das Kasino von Bagnères-de-Luchon und gründete ein „Festival de la Voix“ (Festival der Stimme). 1953 zog sie sich aus der Pariser Szene zurück und wurde Leiterin eines Kabaretts in der Gegend von Nizza, wo sie auch eine Gesangsschule gründete. Später übernahm sie die Leitung einer Immobilienagentur in Monte Carlo.
1994 starb Lys Gauty. Sie wurde auf dem Friedhof von Saint-Gengoux-de-Scissé, Département Saône-et-Loire, wo sie ein Haus besessen und sich meist aufgehalten hatte, begraben.

## Chansons
1928
- Paradis du rêve (Richepin-Fyscher)
- Haine d’amour (Sureau-Bellet)
- Vendetta (Nazelles-Desmoulins-Penso)
- La Tour Saint-Jacques
- Because I Know You’re Mine
- Tu sais (Berys-Lenoir-Walter-Ervande)

1930
- La Légende des grains de beauté (Boyer-Archambaud)
- Une femme (Blemont-Heine-Lazzari)
- Mais quand c’est toi
- Frileuse
- Déjà
- Le Chaland qui passe (1933),(C.A.Bixio-A.de Badet), im Film Atalante enthalten

1932
- Valparaiso
- Une Viennoise
- Un coup de riquiqui
- J’aime tes grands yeux
- Chant de Barbara (Kurt Weill-Mauprey)
- La Fiancée du pirate (Kurt Weill-Mauprey)
- L’amour qui passe
- Qui j’aime
- Caramba
- Tu m’as fait tant souffrir
- Prends-moi dans tes bras
- Ma chérie
- Coup de soleil
- Si je vous tutoie

1933
- J’aime tes grands yeux
- Les marins de Surcouf
- Le piano mécanique
- Hot Voodoo
- J’ai tout trouvé près de toi
- Je te regarde dormir
- Bye Bye
- Départ (Groener-Tranchant)
- La Ballade du cordonnier (Tranchant)
- C’est le plaisir que j’aime
- Mon coeur est léger
- Loin de toi
- Les deux guitares
- La prière du pauvre homme
- Viens ou L’amour est un caprice
- À Paris dans chaque faubourg (Maurice Jaubert-René Clair), Chanson in Film 14 Juillet von René Clair

1934
- Le Bistro du port
- Complainte désabusée
- Rêve d’amour
- Nostalgie
- Libre de moi
- Israël va-t-en
- Chanson de l’escadrille (Arthur Honegger-Joseph Kessel)
- La Complainte de la Seine (Kurt Weill-Maurice Magre)
- Je ne t’aime pas (Kurt Weill-Maurice Magre)
- Un soir d’hiver...tard (Celerier-Pradier)
- Le moulin qui jase (Badet-Bols)
- La Mary Salope
- L’amour tel qu’on le parle
- Dans tes bras doucement
- Chanson du cul de jatte
- L’auto du charbonnier
- Moi et l’Impératrice
- Pour toi je veux rever
- Les larmes

1935
- Ca sent la friture
- Chéri dis-moi je t’aime (Bos)
- La belle escale
- Je t’aime, c’est tout
- Mirages
- Un jour de différence
- Quel beau dimanche! (Charles Trenet-Groener-Heim)
- Vieille ballade
- Au revoir, bon voyage
- Obsession
- La chanson du brave homme
- Exil
- J’attends un navire (Kurt Weill-Jacques Deval)
- Sammy de la Jamaïque (Goer-Michel Vaucaire)

1936
- Espoir (Wal-Berg-Henneve)
- Sur les bords de la Seine
- J’ai trouvé le bonheur
- Une chanson d’amour
- Certitude
- Colin maillard
- La Marie-Louise
- Manola

1937
- Qu’importe si tu pars
- En souvenir des dimanches
- Sous l’enseigne lumineuse
- Souvenir de bal
- Allons-nous promener
- Tes bras
- Presque rien
- Au revoir et adieu
- Croyez-moi
- Conversation tango
- Le chaland qui reste
- Sans y penser
- L’heure du rêve
- A l’aventure

1938
- Gentiment
- Le Bassin de la Villette (Goer-Vaucaire)
- Y’a de l’amour dans mon coeur
- Une femme, un accordéon, un caboulot
- Ce soir ou bien jamais
- J’ai juré de t’aimer toujours
- Souviens-toi de ce dimanche
- Dis-moi pourquoi ? (Joseph Kosma-Vaucaire-Groener) und Le bonheur est entré dans mon coeur aus dem Film La Goualeuse von Fernand Rivers

1939
- La valse au village
- Amour en mineur
- Ne voyez-vous pas?
- Tu sais pour qui je chante
- La rosière du régiment
- La belle marinière
- Echanges (Mireille Hartuch-René Dorin)

1940
- J’écoute la pluie
- Pour vous, Michina
- On me prend pour un ange
- Les petits pavés
- La chanson de Nina
- Les escargots qui vont à l’enterrement (Jacques Prévert-Joseph Kosma)

1941
- Fumée sur le toit
- Revenir
- La valse de toujours
- Ce jour-là

1942
- Prière au vent du soir
- On en fait vite le tour
- Aujourd’hui, bal de nuit
- Prière au vent du soir
- Pas grand-chose

1943
- Crépuscule (Django Reinhardt-Francis Blanche)
- La chanson que je chante
- La chanson de la rue
- Un soir sur le port

1944
- Echos

1946
- La complainte du corsaire
- En écoutant mon coeur chanter
- Un petit bouquet de violettes
- La chanson du bonheur
- Monde
- La plus belle chanson

1949
- Te voyo benn
- Mon caboulot

1950
- Au fil de la Seine
- Comme un air d’accordéon

1951
- Moi j’aime ça
- Pays perdu
- Mon coeur pleure pour vous
- Y’a tant d'amour

Ohne Jahreszahl
- Avec sa pomme
- Mon coeur est fait pour t’aimer
- Infidèle
- Rêver!..
- La garce
- Le bonheur n’est plus un rêve
- Suzon
- La lettre d'un bleu

## Hörprobe
- Lys Gauty singt ihr Chanson Le chaland qui passe (auf YouTube)